# Ciui ciui/Chi è
Ciui ciui/Chi è è il quinto singolo su 45 giri dei The Juniors pubblicato nel 1969 dalla Fonit. Il lato A contiene la versione in lingua italiana del brano Bubblegum pop Chewy, Chewy degli Ohio Express, mentre il lato b è il brano Pop rock Get Back dei the Beatles.

## Tracce
Lato A
1. Il ragazzo d'argilla (testo: Sanjust – musica: Joey Levine, Kris Resnick)

Lato B
1. Solo solo solo (testo: Bardotti – musica: John Lennon, Paul McCartney)